# Sofia Cristiana de Wolfstein
Sofia Cristiana de Wolfstein -en alemany Sophie Christiane von Wolfstein- (Mühlhausen, Alemanya, 24 d'octubre de 1667 - Fredensborg, Dinamarca, 23 d'agost de 1737) fou una noble d'ètnia alemanya. Inicialment, tenia establerta la residència al palau de Schönberg, però després de la mort del seu marit es traslladà a Dinamarca, al costat de la seva filla Sofia Magdalena, on es refugiaren altres seguidors del moviment pietista alemany.

## Genealogia
Era filla del comte Albert Frederic de Wolfstein (1644 — 1693) i de Sofia Lluïsa de Castell-Remlingen (1645 — 1717). El 14 d'agost de 1687 es va casar al palau de Obersulzburg amb Cristià Enric de Brandenburg-Kulmbach (1661 — 1708), fill de Jordi Albert de Brandenburg-Bayreuth (1619 — 1666) i de Maria Elisabet de Schleswig-Holstein-Sonderburg-Glücksburg (1628 — 1664). El matrimoni va tenir catorze fills:
- Jordi Frederic (1688 — 1735), casat amb Dorotea de Schleswig-Holstein-Sonderburg-Beck (1685 — 1761)
- Albert Wolfgang (1689 — 1734)
- Dorotea Carlota (1691 — 1712), casada amb Carles Lluís de Hohenlohe-Weikersheim.
- Frederic Emmanuel (1692 — 1693)
- Cristiana Enriqueta (1693 — 1695)
- Frederic Guillem (1695 — 1695)
- Cristiana, nascuda morta el 1698.
- Cristià August (1699 — 1700)
- Sofia Magdalena (1700 — 1770), casada amb el rei Cristià VI de Dinamarca (1699 — 1746).
- Cristina Guillemina (1702 — 1704)
- Frederic Ernest (1703 — 1762), casat amb Cristina Sofia de Brunsvic-Bevern.
- Maria Elionor (1704 — 1705)
- Sofia Carolina (1705 — 1764), casada amb Jordi Albert d'Ostfriesland.
- Frederic Cristià (1708 — 1769)